# Шейхетов, Владимир Иосифович
Владимир Иосифович Шейхетов — российский инженер, специалист в области техники видеозаписи, лауреат Государственной премии СССР.
Родился 22 апреля 1938 года в Новосибирске.
После окончания Новосибирского электротехнического института (1960) работал на НЗТМ: инженер, с 1963 г. начальник СКТБ для организации серийного производства аппаратуры видеозаписи. Под его руководством (главный конструктор) создан ВМ «Кадр-ЗПМ».
В последующем возглавлял различные подразделения завода. С 1989 г. директор ЦКБ видеозаписи «Кадр».
Лауреат Государственной премии СССР (1982) — за разработку комплекса нового (третьего) поколения современной типовой аппаратуры цветного телевидения, промышленное освоение его для оснащения телецентров страны и создание базы для многопрограммного телевизионного вещания из Москвы.
Похоронен на Заельцовское кладбище Новосибирска (квартал 11).